# Enrique Gainzarain
Enrique Ambrosio Gainzarain (7 dicembre 1904 – 18 luglio 1972) è stato un calciatore argentino, di ruolo attaccante.

## Caratteristiche tecniche
Giocava principalmente come mezzala, sia sulla fascia destra che su quella sinistra.

## Carriera

### Club
Gainzarain iniziò la propria carriera nel settore giovanile del River Plate; debuttò in prima squadra nel 1920. Prese parte a cinque stagioni con il club, militando in Copa Campeonato. Nel 1926 passò al Ferro Carril Oeste. Con tale società dimostrò le sue capacità realizzative, andando a segno per 49 volte nei 6 anni di militanza; nel 1931, con l'introduzione del professionismo, il Ferro si iscrisse alla Primera División della Liga Argentina de Football. Gainzarain giocò 37 gare in tale campionato, segnando 15 reti. Nel 1926 ebbe una breve esperienza al Boca Alumni, squadra che apparteneva all'altra federazione calcistica argentina (il Ferro giocò nella massima serie dell'Asociación Amateurs de Football, mentre il Boca Alumni in quella della Asociación Argentina de Football). Nel 1933 fu acquistato dal Gimnasia di La Plata: vi debuttò nel derby con l'Estudiantes, il 16 luglio. Giocò poi altre sei partite nella stagione 1933, segnando una doppietta nel 7-1 al Tigre  una rete ad Argentinos Juniors, Independiente e Lanús, entrando a far parte del cosiddetto Expreso.

### Nazionale
Gainzarain giocò una partita con la maglia della Nazionale argentina: venne schierato il 10 giugno, nell'incontro tra Argentina e Uruguay durante Amsterdam 1928.

## Palmarès

### Nazionale
- Argento olimpico: 1

Amsterdam 1928